# 尹昌衡公館
尹昌衡公館位於四川省成都市錦江區，文物遺址年代判定為民國。2007年6月1日公佈為四川省第七批文物保護單位。